# Transport Giant
Transport Giant é um jogo de computador desenvolvido pela JoWooD Entertainment e lançado em 2004. 
O jogo se baseia em uma empresa de transporte que remonta à década de 1850 e vai se desenvolvendo ao longo do tempo, similar ao Transport Tycoon. 